# Rhabdogaster glabra
Rhabdogaster glabra là một loài ruồi trong họ Asilidae. Rhabdogaster glabra được Londt miêu tả năm 2006. Loài này phân bố ở vùng nhiệt đới châu Phi.